# Jan Lebenstein

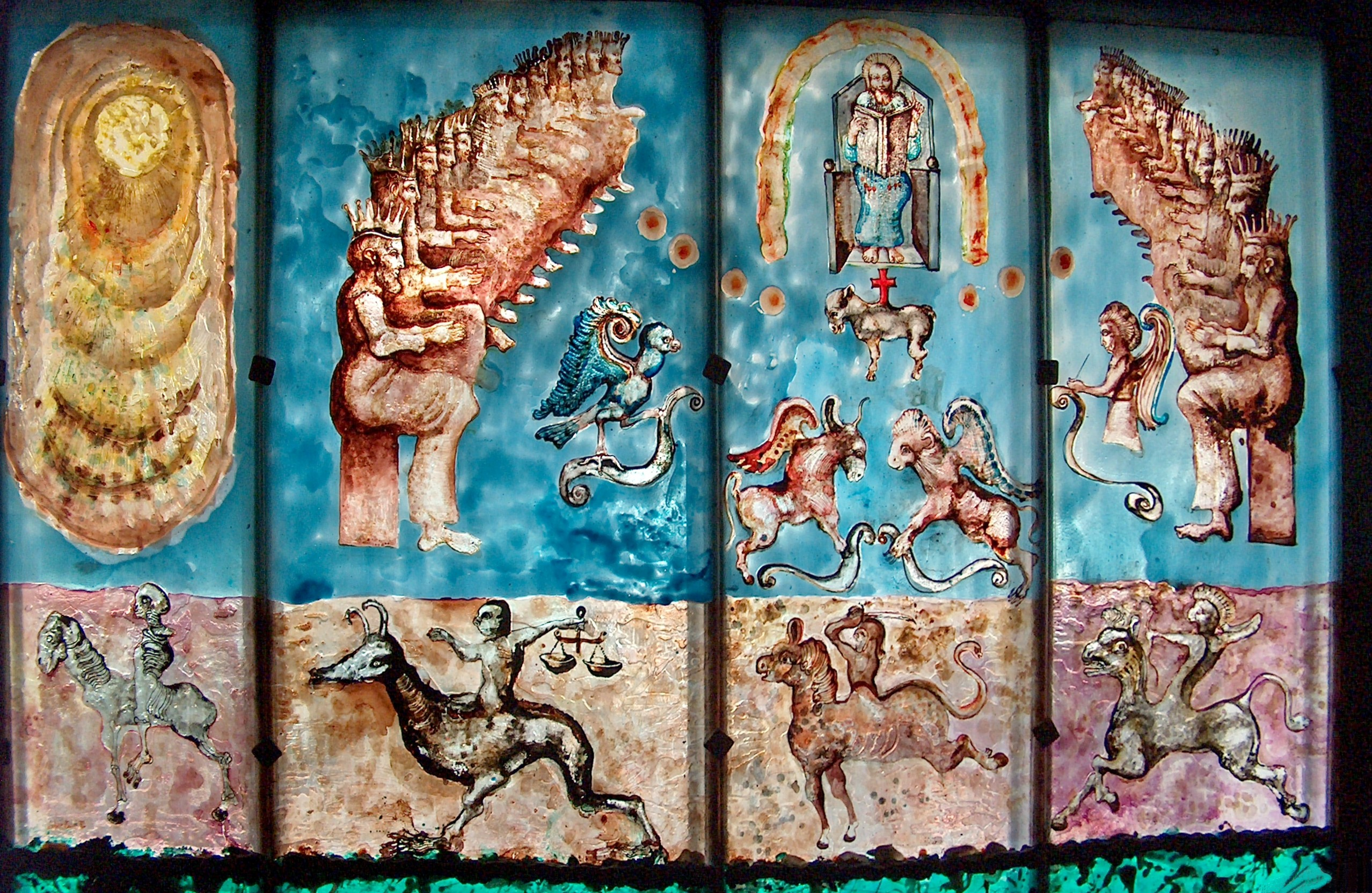
Witraż Jana Lebensteina w kościele pallotynów w Paryżu

Jan Lebenstein (ur. 5 stycznia 1930 w Brześciu nad Bugiem, zm. 28 maja 1999 w Krakowie) – polski malarz i grafik.

## Życiorys

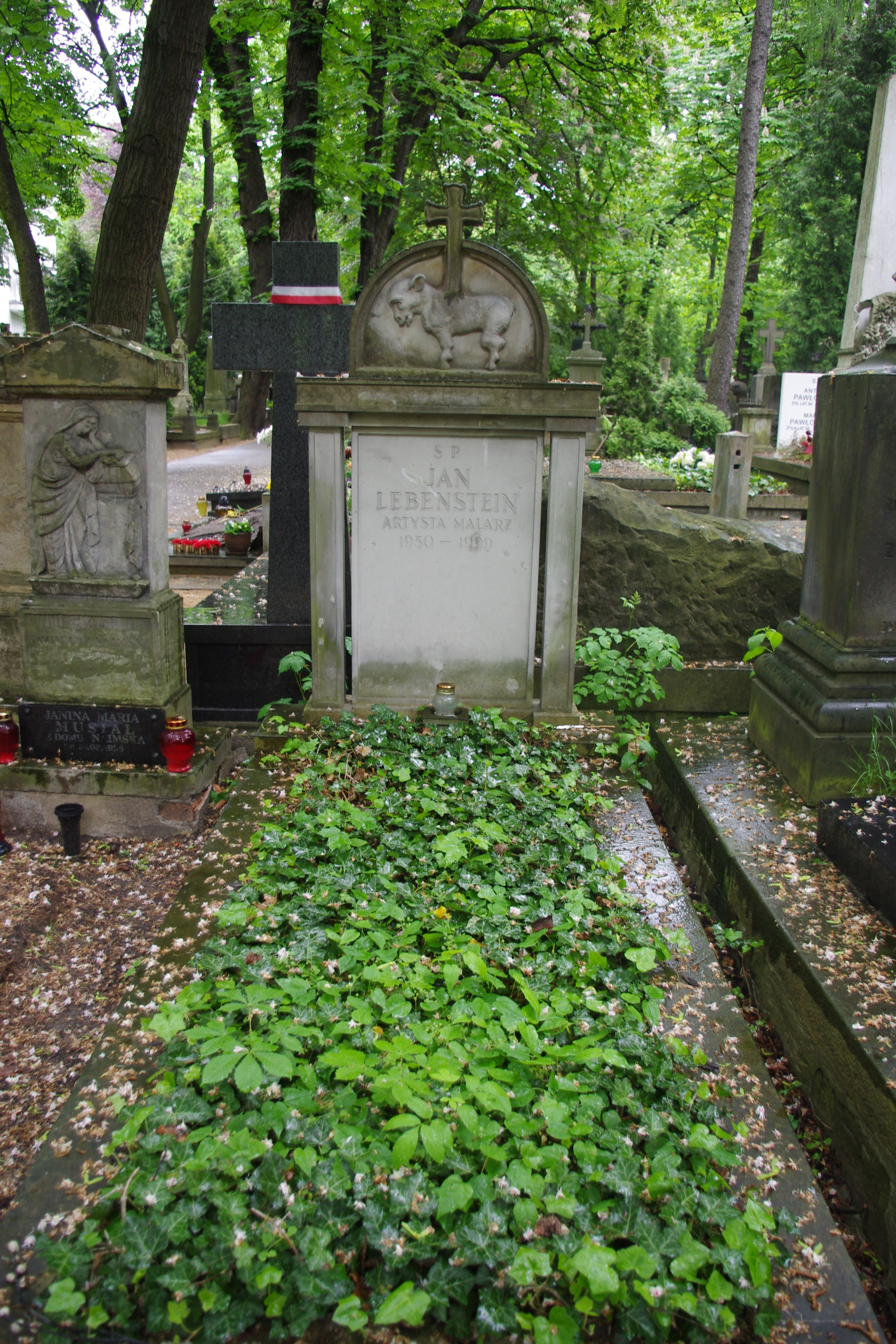
Grób malarza Jana Lebensteina na Starych Powązkach w Warszawie

Pochodził z rodziny żydowskiej. Był absolwentem Państwowego Liceum Artystycznego w Warszawie. Studiował w warszawskiej Akademii Sztuk Pięknych (1948–1954) pod kierunkiem Artura Nachta-Samborskiego. Debiutował w warszawskim Arsenale w 1955. Rok później dołączył do Teatru na Tarczyńskiej, prowadzonego we własnym mieszkaniu przez Mirona Białoszewskiego, i miał tam swoją pierwszą indywidualną wystawę. Niedługo potem wyjechał na czterotygodniowe stypendium do Paryża, gdzie w 1959 otrzymał Grand Prix de Paris na I Biennale Młodych. Od tego roku pozostał w tym mieście, w 1971 przyjął obywatelstwo francuskie.
W 1976 wyróżniony został nagrodą nowojorskiej Fundacji Alfreda Jurzykowskiego. W 1977 odbyła się jego pierwsza duża wystawa indywidualna w Polsce, pokazał prace we Wrocławiu. W 1987 otrzymał Nagrodę im. Jana Cybisa. W 1992 odbyła się największa wystawa jego prac w Polsce – w warszawskiej Zachęcie. Postanowieniem z 3 maja 1998 prezydent Aleksander Kwaśniewski „w uznaniu wybitnych osiągnięć w pracy artystycznej, za zasługi dla kultury polskiej” uhonorował go Krzyżem Wielkim Orderu Odrodzenia Polski.
Został pochowany na cmentarzu Powązkowskim (kwatera 14-4-2).

## Życie prywatne
Jego siostrzenicą jest Joanna Maria Żamojdo, Prezes Zarządu Fundacji im. Jana Lebensteina, matka Idy Nowakowskiej, tancerki, aktorki, córki Marka Nowakowskiego, pisarza.

## Charakterystyka artystyczna
Uprawiał oryginalną odmianę malarstwa figuratywnego, włączając doń elementy surrealistyczne i abstrakcyjne. Zilustrował m.in. Folwark zwierzęcy George'a Orwella i kilka ksiąg biblijnych (Księgi Genesis, Księga Hioba, Apokalipsa św. Jana – dwukrotnie: jako cykle witraży oraz grafik). Tworzył pejzaże miejskie, poetyckie transpozycje figury ludzkiej, pełne ekspresji kompozycje fantastyczno-symboliczne o motywach zwierzęcych.
O swojej twórczości mówił w jednym z wywiadów:

Moje obrazy są metaforami emocjonalnymi. Ich zadaniem jest narzucić widzowi, dobitnie, ale bez taniego wrzasku, przeżycie jakiegoś dramatu emocjonalnego, który staram się pokazać za pomocą spontanicznej przenośni.

## Albumy książkowe i katalogi
- Księga Hioba, tłum. Czesław Miłosz, Paryż 1981. ISBN 83-08-02872-1
- Folwark zwierzęcy, tłum. Teresa Jeleńska, Oficyna Literacka 1985; wyd. 2: Kraków 1990. ISBN 83-85158-02-2
- Księgi Genesis to jest pierwsze Mojżeszowe w obrazach Jana Lebensteina, Kraków 1995. ISBN 83-7124-031-7
- Apokalipsa, w przekładzie Czesława Miłosza, Kraków 1998. ISBN 83-08-02872-1
- Lebenstein. Capriccia (katalog wystawy), tekst: Marta Ryczkowska, Wejman Gallery, Warszawa 2019. ISBN 978-83-951925-3-1